# 90125
| 전문가 평가   | 전문가 평가 |
| 평가 점수     | 평가 점수   |
| 출처          | 점수        |
| ------------- | ----------- |
| AllMusic      | [ 4 ]       |
| Pitchfork     | 7.8/10      |
| Rolling Stone | [ 6 ]       |

《90125》는 1983년 11월 7일, 앳코 레코드가 발매한 영국의 프로그레시브 록 밴드 예스의 열한 번째 스튜디오 음반이다. 1981년 《Drama》 (1980년) 투어에 이어 베이시스트 크리스 스콰이어와 드러머 앨런 화이트는 1971년 탈퇴한 기타리스트이자 싱어송라이터 트레버 라빈, 오리지널 예스의 키보디스트 토니 케이와 함께 시네마를 결성해 음반을 녹음하기 시작했다. 그들은 새로운 소재의 결과로 좀 더 상업적이고 팝 지향적인 음악적 방향을 채택했는데, 그 대부분은 예스의 리드 싱어였던 트레버 혼을 프로듀서로 하여 라빈의 데모에서 파생되었다. 믹싱 스테이지 동안 1980년에 떠났던 예스의 리드 싱어 존 앤더슨은 리드 보컬의 복귀와 녹음 초대를 받아들였고, 이후 시네마는 예스의 새로운 라인업이 되었다.
《90125》는 일반적으로 긍정적인 반응을 보이며 새로운 세대의 팬들에게 밴드를 소개하였다. 이 음반은 미국 빌보드 200에서 5위, 영국 음반 차트에서 16위에 올랐으며 미국에서 300만 장 이상의 음반이 팔리며 그들의 베스트셀러 음반으로 남아있다. 음반의 4개의 싱글 중, 〈Owner of a Lonely Heart〉는 가장 성공적이었으며 미국 빌보드 핫 100 차트에서 1위를 차지한 유일한 곡이다. 〈Cinema〉는 그래미 어워드 최우수 록 연주 퍼포먼스상을 수상했다. 예스는 1984년과 1985년 첫 번째 락 인 리오 페스티벌에서 두 개의 헤드라인 쇼를 포함한 음반을 위해 순회 공연을 했다. 이 음반은 2004년에 이전에 발매되지 않은 보너스 트랙으로 리마스터드되었다.

## 배경
1980년 12월, 베이시스트 크리스 스콰이어, 기타리스트 스티브 하우, 드러머 앨런 화이트, 리드 싱어 트레버 혼, 키보디스트 제프 다운스의 예스 라인업은 그들의 열 번째 음반인 《Drama》를 후원하기 위해 1980년 투어를 마쳤다. 북미 리그는 크게 성공했지만, 이후 영국 리그는 팬들로부터 엇갈린 반응을 얻었고, 이들 중 많은 선수들은 각각 존 앤더슨과 릭 웨이크먼을 대체했기 때문에 혼과 다운을 받아들이지 않았다. 이 그룹은 1981년 초에 해체되었고, 하우와 다운스는 음반 프로듀서가 되었고, 하우와 다운스는 슈퍼그룹 아시아를 공동 결성했으며, 콰이어와 화이트는 1981년 크리스마스 싱글 〈Run with the Fox〉를 포함한 자료를 계속 썼다. 이후 1981년, 두 사람은 XYZ라는 이름의 새로운 밴드를 결성할 목적으로 지미 페이지와 세션에 참여했지만, 이 프로젝트는 경영상의 차이와 가수 로버트 플랜트의 소재에 대한 거부감 때문에 보류되었다. 화이트에 따르면, 세 사람이 리허설을 했던 몇몇 아이디어들은 결국 90125에 도달했다고 한다.
1982년까지 남아프리카 공화국의 기타리스트, 싱어송라이터, 프로듀서 트레버 라빈은 런던에서 로스앤젤레스로 이사했고, 네 번째 솔로 음반을 발매할 목적으로 여러 음반사에 데모 테이프를 보냈다. 이 기간 동안 1970년대 내내 예스의 오랜 팬이자 동료였던 애틀랜틱 레코드 매니저 필 카슨은 스콰이어와 화이트와 함께 일할 새로운 음악가들을 찾았고, 라빈이 세션 음악가로 함께 일하던 프로듀서 머트 랭에 의해 라빈에게 소개되었다. 카슨은 라빈을 런던에서 스콰이어와 화이트와 만나 놀게 했고, 라빈은 첫 번째 세션은 "좋지는 않지만 기분이 좋았어요... 많은 잠재력이 있었습니다."고 회상했다. 이 때문에 라빈은 특히 "훌륭한 리듬 섹션"으로 그룹 맥락 안에서 일하고 싶어하면서 RCA 레코드의 솔로 계약을 거절하게 되었다. 세 사람은 〈Owner of a Lonely Heart〉, 〈Hold On〉, 〈Changes〉 등 라빈의 데모를 대부분 사용한 음반 리허설에 참여했는데, 이전 예스 음악보다 더 상업적이고 팝 지향적인 방향과 덜 복잡한 구조를 보여주었다. 그러한 방향과 함께, 스콰이어는 1971년에 떠났던 오리지널 예스의 키보디스트 토니 케이를 영입했는데, 그의 단순한 연주 스타일이 그들의 새로운 음악에 더 적합하다고 느꼈다. 잠재적인 리드 싱어로서 혼이 그 뒤를 따랐지만 리허설에 실패한 후, 그들의 프로듀서가 되는 것을 선택했다. 네 사람은 새로운 정체성을 확립하고 예스 과거와는 거리를 두려는 의도로 시네마라는 이름을 붙였다.
음반이 발매되기 6개월 전, 혼과 케이의 충돌은 후자의 탈퇴로 이어졌다. 라빈은 카예가 밴드가 사용하고 있는 현대 키보드 기술을 배우는 것을 거부하면서 "상호적인 이별"이라고 여겼고, 라빈은 대부분의 키보드 부분을 담당하게 되었다. 경영진이 스콰이어와 라빈의 리드 보컬이 충분히 독특하지 않다고 생각했을 때, 문제는 더 복잡해졌고, 그래서 카슨은 앤더슨에게 노래를 다시 부르라고 제안했다. 스콰이어는 프랑스에서 일하다가 1983년 4월, 영국으로 돌아온 앤더슨과 연락을 취했다. 그들은 앤더슨의 집 밖에 있는 스콰이어의 차에서 그 커플의 아내들 사이의 과거의 악담 때문에 그 테이프를 들었다. 앤더슨은 이 노래들을 좋아했고 가사와 편곡에 작은 변화를 주면서 참여했다. 이때 이 음반은 제작비가 30만 파운드였는데, 그 중 절반은 카슨 자신이 낸 것이다. 더 이상 그것을 끝낼 자금이 남아있지 않은 카슨은 파리로 날아가 1969년 예스와 계약한 애틀랜틱1 창시자 아흐메트 에르테군에게 테이프를 들려주었다. 앤더슨과 보컬을 맡은 새 음반의 전망에 관심이 있는 에르테군은 남은 비용을 지불하기로 동의했다.
음반이 거의 완성되자, 1983년 6월과 7월, 뉴스 보도에 따르면 케이는 음반에 참여했지만 재가입 여부를 확신하지 못했다. 이 음반은 세 번째 음반인 《The Yes Album》(1971년)을 지칭하는 가칭 《The New Yes Album》이 주어졌지만, 그룹은 예스와 거리를 두기 위한 대안을 선택했고 애틀랜틱의 자회사인 그들의 레이블인 앳코 레코드에 할당된 카탈로그 번호를 결정했다. 처음에는 90124였지만, 소매 디자이너인 게리 마우트는 이렇게 말했다. "그 수치로는 전세계적으로 일관성을 얻을 수 없었기 때문에 《90125》로 바뀌었습니다. 아직 원래 번호에 거친 티셔츠와 소매가 남아 있습니다."

## 발매
《90125》는 1983년 11월 7일에 발매되었고, 미국에서 5위, 영국에서 16위에 올랐다.
《90125》부터 4개의 싱글이 발매되었고, 〈Owner of a Lonely Heart〉는 음반 발매 한 달 전에 발매되었고, 2주 동안 빌보드 핫 100과 핫 메인스트림 록 트랙에서 1위를 차지했다. 1984년 〈It Can Happen〉, 〈Changes〉, 〈Leave It〉은 핫 메인스트림 록 트랙에서 톱 10에 올랐다.
1985년, 〈Cinema〉는 그래미 어워드에서 최우수 록 기악상을 수상하였고, 《90125》는 보컬과 함께 듀오 또는 그룹에 의해 최우수 록 퍼포먼스 부문 후보에 올랐다.

## 곡 목록
| #  | 제목                        | 작사·작곡                                          | 리드 보컬        | 재생 시간 |
| -- | --------------------------- | -------------------------------------------------- | ---------------- | --------- |
| 1. | 〈Owner of a Lonely Heart〉 | 트레버 라빈, 존 앤더슨, 크리스 스콰이어, 트레버 혼 | 앤더슨, 라빈     | 4:27      |
| 2. | 〈Hold On〉                 | 라빈, 앤더슨, 스콰이어                             | 앤더슨, 스콰이어 | 5:18      |
| 3. | 〈It Can Happen〉           | 스콰이어, 앤더슨, 라빈                             | 앤더슨, 스콰이어 | 5:25      |
| 4. | 〈Changes〉                 | 라빈, 앤더슨, 앨런 화이트                          | 라빈, 앤더슨     | 6:16      |

| #  | 제목             | 작사·작곡                            | 리드 보컬    | 재생 시간 |
| -- | ---------------- | ------------------------------------ | ------------ | --------- |
| 1. | 〈Cinema〉       | 스콰이어, 라빈, 화이트, 토니 케이    | 기악         | 2:07      |
| 2. | 〈Leave It〉     | 스콰이어, 라빈, 혼                   | 라빈, 앤더슨 | 4:10      |
| 3. | 〈Our Song〉     | 앤더슨, 스콰이어, 라빈, 화이트       | 앤더슨       | 4:13      |
| 4. | 〈City of Love〉 | 라빈, 앤더슨                         | 앤더슨       | 4:46      |
| 5. | 〈Hearts〉       | 앤더슨, 스콰이어, 라빈, 화이트, 케이 | 앤더슨, 라빈 | 7:36      |

## 인증
| 국가                                                  | 인증        | 판매량/출하량 |
| ----------------------------------------------------- | ----------- | ------------- |
| 아르헨티나 (CAPIF)                                    | 골드        | 30,000^       |
| 오스트레일리아 (ARIA)                                 | 2× 플래티넘 | 140,000^      |
| 오스트리아 (IFPI 오스트리아)                          | 골드        | 25,000*       |
| 캐나다 (뮤직 캐나다)                                  | 2× 플래티넘 | 200,000^      |
| 프랑스 (SNEP)                                         | 골드        | 100,000*      |
| 독일 (BVMI)                                           | 플래티넘    | 500,000^      |
| 이탈리아 (FIMI)                                       | 플래티넘    | 100,000*      |
| 일본 (RIAJ)                                           | 플래티넘    | 275,000       |
| 네덜란드 (NVPI)                                       | 골드        | 50,000^       |
| 뉴질랜드 (RMNZ)                                       | 2× 플래티넘 | 30,000^       |
| 영국 (BPI)                                            | 골드        | 100,000^      |
| 미국 (RIAA)                                           | 3× 플래티넘 | 3,000,000^    |
| *판매량을 기반으로 한 인증 ^출하량을 기반으로 한 인증 |             |               |